# Lights Camera Action
«Lights Camera Action» — песня австралийской певицы Кайли Миноуг. Она была выпущена 27 сентября 2024 года компанией BMG и компанией Миноуг, Darenote. Это лид-сингл её семнадцатого студийного альбома Tension II (2024), который был выпущен в цифровом и потоковом формате. В тот же день был выпущен мини-альбом (EP), включающий оригинальную версию, расширенный микс и ремиксы от Confidence Man, Zach Witness и Jaconda. Трек был написан Миноуг, Иной Вролдсен и её продюсером Льюисом Томпсоном.
В музыкальном плане это быстрая электронная песня с влиянием клубной музыки и дополнительным бит-дропом. После выхода «Lights Camera Action» получила положительные отзывы от музыкальных критиков за высокую энергетику, общее звучание и беззаботный настрой Миноуг. Издания сравнивали её с работой Миноуг в альбоме Tension (2023), в частности с её синглом «Padam Padam». Софи Мюллер сняла клип, в котором Миноуг предстаёт в разных образах и исполняет трек на постановочной сцене в Будапеште, Венгрия.

## История
19 сентября Миноуг сделала анонс в социальных сетях, а через день рассказала о своём семнадцатом студийном альбоме Tension II, форматах его выхода, туре Tension Tour и лид-сингле альбома «Lights Camera Action». 21 сентября она представила трек на вечеринке прослушивания вместе с остальным материалом Tension II. Кроме того, Миноуг поделилась коротким фрагментом трека и его обложкой; обложка представляет собой кадр из клипа, снятого в Будапеште, Венгрия. 27 сентября BMG и компания Миноуг Darenote выпустили сингл в цифровом и потоковом формате. В тот же день был выпущен цифровой мини-альбом с ремиксами от Confidence Man, Zach Witness и Jaconda, включая оригинальный и расширенный микс.

## Композиция
В музыкальном плане это клубный электронный трек с «бешеными синтезаторами» и «жёсткими ритмами», который длится две минуты и 42 секунды.
Автор Billboard Джессика Линч сравнила «Lights Camera Action» со звуками Tension, написав, что Миноуг «глубже погружается в электронный мир, продолжая вдохновлённое ночными клубами звучание, которое сделало её последний альбом Tension мировым хитом». Линч также описала трек как «наполненный высокоэнергетическими битами, подходящими для танцпола». Редактор Rolling Stone Конор Локри выразил схожее мнение, сравнив трек со звуками Tension, и посчитал, что он «передаёт беззаботный дух ночного клуба». Аналогично, Кай Стюарт из Junkee посчитал песню «ещё одной данью уважения любимому месту Кайли — танцполу», отметив при этом, что трек «несёт в себе танцевально-электронную атмосферу Tension, но он силён сам по себе. Он продвигает Кайли глубже в жанр и вводит её в ещё одну эру». Автор Classic Pop Дэн Бигган описал его как «высокоэнергетичный клубный трек», который следует за танцевальным вкладом Миноуг в «Edge of Saturday Night».

## Отзывы
После выхода «Lights Camera Action» получила положительные отзывы от музыкальных критиков. Линч из Billboard высоко оценил песню, сказав, что она «служит праздником всего гламурного». Hit Channel также похвалил Миноуг, сказав, что она «предлагает пульсирующий поп-гимн, который демонстрирует фирменное чутьё Кайли» и что трек «динамичен». Стюард из Junkee был положительно настроен, сказав, что песня «наполнена весёлыми, остроумными и беззаботными текстами, за которые мы знаем и любим Кайли». Джордж Гриффитс из Official Chart Company назвал песню «захватывающим поп-бопом», а редактор Clash Робин Мюррей — «неапологетичным танцполом», отметив её энергию. Бигган из Classic Pop считает, что трек «передаёт беззаботный дух ночного клуба и продолжает эйфорическое, электронное звучание предыдущего альбома Tension». Алим Херадж из Attitude назвал его «ещё одной мгновенной клубной классикой для квиров».

## Музыкальное видео
Музыкальное видео на песню «Lights Camera Action» было снято британским режиссёром и давней коллегой Софи Мюллер. Оно было снято в Будапеште (Венгрия), и в нём Миноуг предстаёт в различных образах на инсценированной съёмочной площадке. Он начинается с чёрно-белого кадра Миноуг в офисной обстановке перед картой, как в клипе, которым она поделилась в социальных сетях перед выходом песни. Далее следуют дополнительные сцены, в которых она позирует перед фотографом (которого играет Миноуг), делает макияж с бигуди перед зеркалом, вокруг неё находится дополнительный персонал, кадр с её исполнением песни и она надевает чёрно-жёлтое платье с конфетти, лентой предосторожности и каскадёром на заднем плане. В конце клипа Миноуг сидит в кинотеатре и смотрит на чёрно-белый снимок себя. Премьера клипа состоялась на YouTube-канале Миноуг 28 сентября. Херадж из Attitude посчитал, что клип «передаёт энергетический дух песни», а Алан Педдер из The Needle Drop назвал его «ослепительным». Автор Clash Мюррах счёл его «умной интерпретацией шпионских штампов».

## Чарты
| Чарт (2024) | Высшая позиция |
| ----------- | -------------- |

### Комментарии
1. ↑  Утверждается в источниках в ссылках[8][9][10][11][12]